# Serge Larivière
Pour les articles homonymes, voir Larivière.
Serge Larivière est un acteur belge né le 12 décembre 1957 à Schaerbeek et mort le 22 septembre 2018 à Saint-Gilles.

## Biographie
Serge Larivière débute au théâtre en Belgique au début des années 1990, puis apparait dans quelques films belges. Le public français le découvre réellement en 2007 dans le film de Samuel Benchetrit, J'ai toujours rêvé d'être un gangster, où il formait un tandem avec Bouli Lanners, autre acteur belge.
Il est aussi connu en Belgique pour avoir longtemps joué (1999-2007) dans des publicités télévisées, en compagnie de Thierry De Coster, un tandem de brasseurs typiquement bruxellois promouvant une kriek,.

### Mort
Serge Larivière est décédé le 22 septembre 2018.

## Filmographie

### Cinéma
- 1998 : Max et Bobo de Frédéric Fonteyne : Gérard Walgraff
- 2000 : Pleure pas Germaine d'Alain de Halleux : Léon
- 2000 : Thomas est amoureux de Pierre-Paul Renders : le réceptionniste
- 2002 : Petites misères de Laurent Brandenbourger et Philippe Boon : Georges
- 2002 : Un honnête commerçant de Philippe Blasband : Patrice Mercier
- 2002 : Hop de Dominique Standaert
- 2004 : Quand la mer monte... de Yolande Moreau et Gilles Porte : l'artiste
- 2005 : Le Couperet de Costa-Gavras : l'inspecteur de police
- 2005 : Ultranova de Bouli Lanners : l'auto-stoppeur
- 2005 : La Couleur des mots de Philippe Blasband : le patron
- 2006 : Komma de Martine Doyen : le réceptionniste
- 2007 : J'ai toujours rêvé d'être un gangster de Samuel Benchetrit : Paul
- 2007 : Formidable de Dominique Standaert
- 2007 : Coquelicots de Philippe Blasband : Antoine
- 2007 : Les Deux Mondes de Daniel Cohen : Loubé
- 2008 : Le Silence de Lorna de Jean-Pierre Dardenne et Luc Dardenne : le pharmacien
- 2008 : La très très grande entreprise de Pierre Jolivet : Andretti
- 2008 : Séraphine de Martin Provost : Duval
- 2008 : La Possibilité d'une île de Michel Houellebecq : Rudi
- 2008 : Cyprien de David Charhon : Casper Boudoni
- 2009 : Le Dernier pour la route de Philippe Godeau : José
- 2009 : La Loi de Murphy de Christophe Campos : le diamantaire
- 2009 : Mr Nobody de Jaco Van Dormael
- 2010 : Complices de Frédéric Mermoud : l'homme de l'hôtel
- 2010 : Mammuth de Benoît Delépine et Gustave Kervern : l'escroc
- 2010 : Sans laisser de traces de Grégoire Vigneron
- 2010 : Sweet Valentine d'Emma Luchini : Tonton
- 2010 : La Tête en friche de Jean Becker : le neveu de Margueritte
- 2011 : Chez Gino de Samuel Benchetrit : Paulo, le décorateur
- 2012 : Comme un chef de Daniel Cohen : Titi
- 2012 : Le Grand soir de Gustave Kervern et Benoît Delépine : le directeur du Grand Litier
- 2013 : Je suis supporter du Standard de Riton Liebman
- 2013 : Henri de Yolande Moreau : le marchand de frites
- 2014 : Ablations d'Arnold de Parscau : le chirurgien marron
- 2015 : Cosmodrama de Philippe Fernandez : le régisseur
- 2015 : Le Tout Nouveau Testament de Jaco Van Dormael : Marc
- 2016 : Le Ciel flamand de Peter Monsaert : Philippe Leclerc
- 2018 : L'école est finie d'Anne Depétrini : le proviseur

### Télévision
- 1994 : Tempêtes de Gilles Béhat
- 1996 : Les Steenfort, maîtres de l'orge de Jean-Daniel Verhaeghe
- 1998 : Il n'y a pas d'amour sans histoires de Jérôme Foulon
- 1999 : Joséphine, ange gardien (1 épisode)
- 2000 : Léopold de Joël Séria
- 2001 : Maigret (1 épisode)
- 2001 : Crimes en série (1 épisode)
- 2002 : La Colère du Diable de Chris Vander Stappen
- 2002 : Quai numéro un (1 épisode)
- 2002 : L'Enfant des lumières de Daniel Vigne
- 2003 : Un homme par hasard d'Édouard Molinaro
- 2004 : Twin fliks (série)
- 2005 : L'Évangile selon Aîmé d'André Chandelle
- 2010 : Les Fausses Innocences d'André Chandelle
- 2010 : Contes et nouvelles du XIXe siècle : L'Affaire Blaireau de Jacques Santamaria
- 2011 : Celle que j'attendais de Bernard Stora
- 2014 : La Douce Empoisonneuse de Bernard Stora
- 2016 : Diabolique de Gabriel Aghion
- 2017 : L'Accident d'Edwin Baily
- 2017 : La Forêt de Julius Berg
- 2018 : Papa ou maman de Frédéric Balekdjian
- 2019 : Eigen Kweek de Joël Vanhoebrouck

## Théâtre
- 2002 : Mangeront-ils ? de Victor Hugo, mise en scène Benno Besson, Théâtre Vidy-Lausanne, Théâtre des Célestins, Théâtre national de Bretagne, le roi de Man
- 2003 : Mangeront-ils ? de Victor Hugo, mise en scène Benno Besson, Théâtre de Bourg-en-Bresse, Théâtre de la Ville
- 2010 : Cercles/Fictions de Joël Pommerat, mise en scène de l'auteur, Théâtre des Bouffes du Nord
- 2011 : Ma chambre froide de Joël Pommerat, mise en scène de l'auteur, Odéon-Théâtre de l'Europe
- 2018 : Bluebird de Simon Stephens, mise en scène Claire Devers, tournée scènes nationales, théâtre du Rond-Point